# Juki-onna

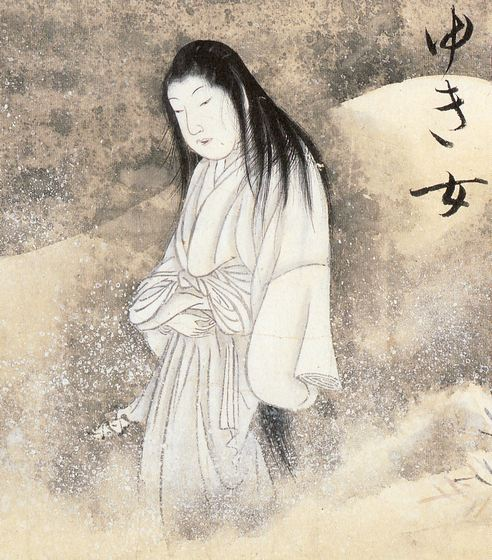
Juki-onna a Hjakkai-Zukanon

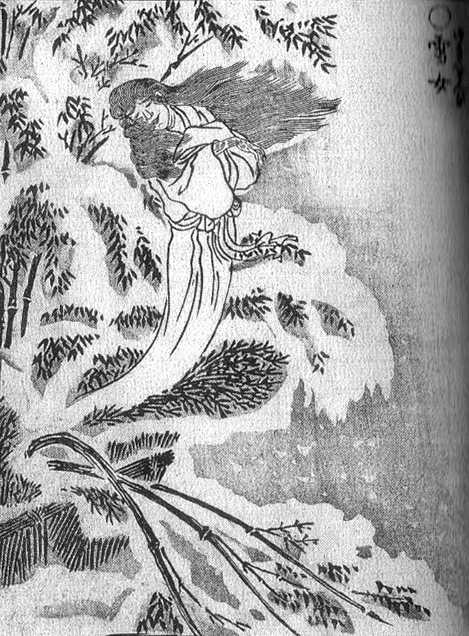
Juki-onna Torijama Szekien, Gazu Hjakki Jakó művén

Juki-onna (hóasszony, japánul: 雪女, Hepburn-átírással: Yuki-onna) egy szellem vagy jókai a japán folklórban. Népszerű alak japán irodalomban, mangákban és animékben. Több névvel is illetik például juki-muszume, mint "hólány", jukidzsoró, juki anesza, mint "hónővér", és juki-omba, mint "hóanyó".

## Megjelenés
Juki-onna havas éjszakákon tűnik fel, mint magas, gyönyörű nő hosszú, fekete hajjal és kék ajkakkal. Gyakran a havas tájba olvad hófehér bőrével.
Általában fehér kimonóban tűnik fel, de más legendák szerint meztelen. Szépsége ellenére nagyon félelmetes is tud lenni.
Nem hagy lábnyomokat, a hó felett lebegve halad. Egyes mondák szerint nincsen lába, úgy mint néhány japán szellemnek. Köddé vagy hóvá tud válni, ha fenyegetve érzi magát.

## Viselkedés
Juki-onna hóviharban hunyt el. Amilyen gyönyörű és ártalmatlan, olyan könyörtelenül tudja gyilkolni gyanútlan áldozatait. A 18. századig gonosznak tekintették, de mára már inkább emberibb tulajdonságokkal ruházták fel, kiemelve kísértetszerű természetét és múló szépségét.
A hóasszony különböző módon öli meg áldozatait. Hóviharokban rekedt emberek előtt jelenik meg, csókjával jéggé fagyasztva őket. Más legendák szerint félrevezeti áldozatait, így azok különböző módon halnak meg, például éhen halnak, kiszáradnak, halálra fagynak.
Gyakran jelenik meg gyerekkel a karjaiban. Ha az áldozat úgy dönt, hogy átveszi tőle a gyereket, akkor helyben megfagy. Azonban sokkal agresszívabb módon is megjelenik. Gyakran betör mások otthonába, hogy álmukban ölje meg áldozatait (több monda szerint először be kell invitálnunk őt).
Meséről mesére változik, hogy mi is Juki-onna célja. Néha megelégszik áldozatai halálának látványával, máskor sokkal vámpírszerűbb, ahogyan kiszívja az emberek vérét vagy életerejét.
Alkalmanként úgy viselkedik, mint egy szukkubusz; gyenge jellemű férfiak után vadászik, hogy megölje azokat csókjával vagy szexuális úton.
Ám a hóasszonynak van emberibb oldala is. Néha elengedi áldozatát szépsége és fiatalsága miatt, de megígérteti vele, hogy sosem beszél a létezéséről.
Előfordul, hogy szerelembe esik, és családot alapít, viszont ha kiderül, hogy nem ember, akkor elhagyja családját.

### Lafcadio Hearn változata
Réges régen, élt két favágó, Minokicsi és Moszaku. Minokicsi fiatal volt, Moszaku pedig nagyon öreg.
Egy téli napon, hóvihar miatt nem tudtak hazamenni. Szerencséjükre a hegyekben találtak egy kunyhót és úgy döntöttek hogy az éjszakát ott töltik. Ezen a különös estén Moszaku felébredt, és egy gyönyörű fehér ruhás lányt látott meg. A lány rálehelt az öreg Moszakura és ő halálra fagyott.
Majd a lány Minokicsi felé közeledett, hogy megölje, de egy ideg csak bámulta őt, majd megszólalt: „ Gondoltam megöllek téged, úgy ahogy az öregembert is, de nem teszem meg, mert te fiatal vagy és szép. Nem mondhatod el senkinek a történteket. Ha mégis mesélsz valakinek rólam, akkor megöllek téged.”
Néhány évvel később Minokicsi találkozott egy gyönyörű lánnyal, akit Ojukinak hívtak(juki = hó), és elvette feleségül. Ojuki remek feleség volt. Sok gyermekük született, és boldogan éltek éveken át. Rejtélyes módon a nőn nem látszódtak meg az évek múlásai.
Egyik este, mikor a gyerekek elaludtak Minokicsi Ojukihoz szólt. „Mikor rád nézek, mindig eszembe jut azt a rejtélyes incidens ami velem történt. Mikor még fiatal voltam, találkoztam egy gyönyörű fiatal lánnyal, aki hasonlított rád. Nem tudom, hogy álmodtam-e, vagy ő volt Juki-onna.
Miután befejezte a történetét Ojuki hirtelen felállt és azt mondta: „ Az a nő akivel találkoztál, én voltam! Megmondtam neked, ha elmeséled bárkinek a történteket, akkor megöllek téged. Azonban nem tudlak megölni a gyermekeink miatt. Gondoskodj a gyermekeinkről...” Majd elolvadt és eltűnt. Senki nem látta őt többé.

## Előfordulásai
- Juki-onnával találkozhatunk a Kwaidanban, ami egy 1964-es Japán szellemfilm.
- Tales from the Darkside: The Movie egy 1990-es Amerikai horrorfilm, ami kiemeli Lover's Vow, történetét, ami Lafcadio Hearn Juki-onna történetén alapul.
- The Snow Woman (Kaidan yukijorou).
- Nurarihyon no Magoban, Juki-onna egy jókai a Tono régióból. Az egyik szereplő Rikuo Nura Hjakki Jakó egy Juki-onna, aki általában elkíséri az iskolába a főszereplőt Curara Oikava álnéven.
- Kuroszava Akira 1990-es filmjének részletében, a Dreamsben egy hegymászó csapat hóviharba keveredik. Az utolsó élve maradt férfi találkozik egy gyönyörű nővel, feltehetően Juki-onnával, bár semmilyen utalás nincs erre.
- Vampire Princess Miyuban, az egyik szereplő Reiha Juki-onna.
- Bleachben Szode no Sirajukit( Rukia Kucsiki tulajdona) Juki-Onnának ábrázolják.
- Rosario + Vampire-ban, Sirayuki Mizore fiatal Juki-onna,[6] viszont hótündérnek is nevezik.[7]
- Akazukin ChaChaban Ojuki, Juki-onna.
- Ojuki az Urusei Yatsuraból bár egy földönkívüli hercegnő, Juki-onnán alapul karaktere.
- Dororon Enma-kunban Jukiko-Hime juki-onna.
- Shinobi 3D-ben az első főnök egy juki-onna.
- A MythQuest egy 1990-es kanadai tv-sorozat, aminek a negyedik epizódjában feltűnik a hóasszony, "Minokicsi".
- Jigoku Sensei Nube-ban a gyönyörű Jukime iránt Nube érdeklődni kezd. Jukime testesíti meg a jókai legendákból ismert kedvességet. Gyerekkorában miután Nube megmenti őt egy vadásztól, a lány beleszeret, majd később egymásra találnak az iskolában és később összeházasodnak.
- A Ranma ½mangában, egy lány okozza a hóvihart, ezért feltehetően hóasszony.
- A Symphony X egy amerikai progressive metal banda. A "Lady of the Snow" című száma a Twilight in Olympus albumról, Juki-onna karakterén alapul.[8]
- Az InuYasha animében, Juki-onna szerepel az 5. évad második részében.
- A BlazBlue egy népszerű verekedős játék, egyik fő karaktere, Dzsin Kiszaraginak Jukinasze nevű fegyvere nihontó.
- A hetedik Touhou Project játékban, Perfect Cherry Blossom, pályán, Letty Whiterock egy Juki-onna.
- A Demashita! Powerpuff Girls Z a 9. részében.
- A Gate Keepersben Jukino Hódzsó (aki halhatatlan), hasonlít Juki-onnára.
- A Lost Girlben Juki-onna említve van.
- Yu Yu Hakushoban Jukina (Hiei fiatalabb testvére) egy faluban született, ahol kizárólag csak hóasszonyok élnek.
- A One Pieceben Monetnek (Caesar Clown segédje) a beceneve Juki-onna, mivel ő ette meg a Hó Hó Gyümölcsöt.
- Erutan Winter Moon száma Juki-onnáról szól.
- A Pokémonban Froslass és Jynx Juki-onna karakterén alapul.
- Cardfight!! Vanguardban Sirajuki feltehetően Juki-onna.
- A Yume Nikkiben Madocuki Juki-onna erejét tudja használni.
- Final Fantasy VII egyik karaktere Snow, Juki-onna.
- Az Inu x Boku SS mangában Nobara Jukinokoudzsi (Rensó Szorinozuka titkos ügynöke) egy Juki Onna.
- The Girl Who Leapt Through Spaceben Icuki Kannagit összetévesztették Juki-onnával.
- Nura:rise of the Yokai Clanban szerepel egy Juki-onna.
- Yu-Gi-Oh!-ban, két kártya Juki-onna karakterén alapul; "Mischief of the Jokai" és "Juki-onna of the Ghostrick".
- Magic: the Gatheringben az egyik kártya Juki-onna karakterén alapszik.[9]
- Deadman's Crossban az egyik kártya Juki-onna.[10]
- Dead Secret c. krimi-horror játék Juki-onnáról szól.
- A. M. Aranth: Acorenu – Kiválasztva (Holdárnyék-sorozat II.) Cecily, a yuki-onna lány

## Fordítás
Ez a szócikk részben vagy egészben  a   Yuki-onna című angol Wikipédia-szócikk ezen változatának fordításán alapul.  Az eredeti cikk szerkesztőit annak laptörténete sorolja fel. Ez a jelzés csupán a megfogalmazás eredetét és a szerzői jogokat jelzi, nem szolgál a cikkben szereplő információk forrásmegjelöléseként.